# Het Groninger Molenhuis
De stichting Het Groninger Molenhuis was een koepelorganisatie voor molens in de Nederlandse provincie Groningen. De stichting is in 2017 samen met de Stichting Het Groninger Molenarchief opgegaan in de koepelorganisatie Erfgoedpartners Groningen te Usquert. Het Molenarchief is grotendeels overgedragen aan de Groninger Archieven, waar bezoekers de inhoud kunnen raadplegen. 
Het Groninger Molenhuis kwam in oktober 2005 tot stand na een fusie van de Stichting De Groninger Molen en de Vereniging Vrienden van de Groninger Molens. Het Groninger Molenhuis ondersteunde moleneigenaren en de vrijwilligers op de molen door onder andere het aanbieden van cursussen en trainingen en is een informatie- en kenniscentrum voor overheden en het geïnteresseerde publiek. Het Molenhuis was samen met het Museumhuis Groningen gevestigd in de stad Groningen. In het pand was eveneens het Molenarchief gehuisvest.
Het kwartaalblad van de stichting De Zelfzwichter verschijnt nu onder auspiciën van Erfgoedpartners.